# Bandeira de Tequixquiac
A Bandeira de Tequixquiac é um dos símbolos oficiais do município de Tequixquiac, uma cidade do estado de México, no México. Foi criada em 2011.
A bandeira atual foi adotada o 31 de janeiro de 2017, mas o desenho global tem sido usado desde 2011, quando foi criada a primeira bandeira do Tequixquiac por Manuel Rodríguez Villegas. A atual lei dos símbolos municipais, que regulamenta o uso da bandeira encontra-se em vigor desde 2017.

## Descrição
Seu desenho consiste em um retângulo das mesmas proporções da bandeira do México é uma tricolor vertical com verde limão, branco e azul com o brasão do município de Tequixquiac colocado no centro da faixa central. As cores das faixas são, respctivamente, a partir da esquerda (lado do mastro) verde, branco e azul.

## Cores

Primeira bandeira de Tequixquiac.

As cores da bandeira foram oficialmente definidas pelo bando municipal de 31 de janeiro de 2017. As cores são:
| Cor) | Cor)   | Código Hex HTML |
| ---- | ------ | --------------- |
|      | verde  | #75B313         |
|      | branco | #FFFFFF         |
|      | azul   | #0087D1         |